# Вілла-Рика (Перу)
Вілла-Рика (ісп. Villa Rica) — місто в центральній частині Перу, регіон Паско.

## Географія
Вілла-Рика розташована на півдні провінції Охапампа на схід від Серро-де-Паско.

### Клімат
Місто знаходиться у зоні, котра характеризується кліматом тропічних саван. Найтепліший місяць — січень із середньою температурою 22.5 °C (72.5 °F). Найхолодніший місяць — липень, із середньою температурою 20 °С (68 °F).
| Клімат Вілла-Рики       | Клімат Вілла-Рики | Клімат Вілла-Рики | Клімат Вілла-Рики | Клімат Вілла-Рики | Клімат Вілла-Рики | Клімат Вілла-Рики | Клімат Вілла-Рики | Клімат Вілла-Рики | Клімат Вілла-Рики | Клімат Вілла-Рики | Клімат Вілла-Рики | Клімат Вілла-Рики | Клімат Вілла-Рики |
| Показник                | Січ.              | Лют.              | Бер.              | Квіт.             | Трав.             | Черв.             | Лип.              | Серп.             | Вер.              | Жовт.             | Лист.             | Груд.             | Рік               |
| Середній максимум, °C   | 25,3              | 25,1              | 25                | 25,7              | 25,4              | 25,4              | 25,2              | 25,7              | 25,9              | 26,3              | 26,4              | 25,8              | 25,6              |
| Середня температура, °C | 22,5              | 22,4              | 22,5              | 22,2              | 21,5              | 20,4              | 20                | 20,6              | 21,3              | 21,7              | 22,3              | 22,3              | 21,6              |
| Середній мінімум, °C    | 14,8              | 14,6              | 14                | 13,8              | 13                | 11,5              | 11,2              | 11,8              | 13,1              | 13,7              | 14,1              | 13,6              | 13,3              |
| Норма опадів, мм        | 265.3             | 263.7             | 257.9             | 192.9             | 115.2             | 74.8              | 73.4              | 76.7              | 132.1             | 191.1             | 175.7             | 235.7             | 2054.5            |
| Днів з опадами          | 15,8              | 15,3              | 14,1              | 10,9              | 9,1               | 5,3               | 5,7               | 5,4               | 8,6               | 11                | 11,3              | 13,9              | 126,4             |
| Вологість повітря, %    | 76.4              | 77.6              | 78                | 76.3              | 73.8              | 73.5              | 72.7              | 71.5              | 72.5              | 74.5              | 73.1              | 75.1              | 74.6              |
| ----------------------- | ----------------- | ----------------- | ----------------- | ----------------- | ----------------- | ----------------- | ----------------- | ----------------- | ----------------- | ----------------- | ----------------- | ----------------- | ----------------- |
| Джерело: Weatherbase    |                   |                   |                   |                   |                   |                   |                   |                   |                   |                   |                   |                   |                   |